# Zentralarchiv der deutschen Volkserzählung
Das Zentralarchiv der deutschen Volkserzählung ist ein Archiv für die Erzählforschung mit Sitz in Marburg.
Es wurde von Gottfried Henßen 1937 als Hauptstelle für deutsche Erzählforschung in Berlin gegründet und als Zentralarchiv der deutschen Volkserzählung nach dem Krieg in Marburg aufgebaut. Es ist heute eine Abteilung des Instituts für mitteleuropäische Volksforschung an der Philipps-Universität Marburg. Es wird von Gerhard Heilfurth geleitet. Zum Bestand zählt das Erbe Johannes Boltes. Das Archiv umfasst etwa 70.000 Nummern.